# نادي الشاطئ
نادي الشاطئ أو نادي الشاطئ الرياضي بسفاجا هو نادي رياضي مصري تأسس عام 1975 يقع بمحافظة البحر الأحمر بمدينة سفاجا. شعار نادي الشاطئ الرياضي مأخوذ من شعار المحافظة واللون الأزرق جاء من لون البحر.
رئيس مجلس إدارة النادى  الاستاذ محمد اسماعيل الرشيدي 
المدير التنفيذى للنادى اسماء يوسف 
يشارك النادى في عدد من الألعاب الرياضية الجماعية والفردية

يتبع النادى إداريا لمديرية الشباب والرياضة بمحافظة البحر الأحمر 